# Cafetorium
Cafetorium - przeznaczona do koszykówki hala sportowa znajdująca się w mieście San Pedro Sula, w Hondurasie. W tej hali swoje mecze rozgrywa drużyna Escuela Int'l Sanpedrana. Hala może pomieścić 2 000 widzów.